# Saison 1953 de la NFL
Navigation
Édition précédente Édition suivante
La saison 1953 de la NFL est la 34e saison de la National Football League. Elle voit le sacre des Lions de Détroit.

## Classement général
| Conférence Est         |      |      |      |        |          |            |
| Franchise              | Vic. | Déf. | Nuls | % vic. | Pts pour | Pts contre |
| Browns de Cleveland    | 11   | 1    | 0    | .917   | 348      | 162        |
| Eagles de Philadelphie | 7    | 4    | 1    | .636   | 352      | 215        |
| Redskins de Washington | 6    | 5    | 1    | .545   | 208      | 215        |
| Steelers de Pittsburgh | 6    | 6    | 0    | .500   | 211      | 263        |
| Giants de New York     | 3    | 9    | 0    | .250   | 179      | 277        |
| Cardinals de Chicago   | 1    | 10   | 1    | .091   | 190      | 337        |

| Conférence Ouest       |      |      |      |        |          |            |
| Franchise              | Vic. | Déf. | Nuls | % vic. | Pts pour | Pts contre |
| Lions de Détroit       | 10   | 2    | 0    | .833   | 271      | 205        |
| 49ers de San Francisco | 9    | 3    | 0    | .750   | 372      | 237        |
| Rams de Los Angeles    | 8    | 3    | 1    | .727   | 366      | 236        |
| Bears de Chicago       | 3    | 8    | 1    | .273   | 218      | 262        |
| Colts de Baltimore     | 3    | 9    | 0    | .250   | 182      | 350        |
| Packers de Green Bay   | 2    | 9    | 1    | .182   | 200      | 338        |

## Finale NFL
- 27 décembre 1953, à Détroit devant 54 577 spectateurs, Lions de Détroit 17 - Browns de Cleveland 16